# Mount Kosciuszko
Mount Kosciuszko je najviši vrh Australije. Sa svojih 2.228 m najviši je vrh australskog kontinenta. Na njega se prvi popeo poljski istraživač Paweł Edmund Strzelecki 1840. godine. Budući da planina svojim oblikom neodoljivo podsjeća na brdo (mound - kopiec Kościuszki) završeno u Krakowu 1823 na grobu legendarnog poljskog nacionalnog junaka Tadeusza Kościuszka dao mu je isto ime. Tadeusz Kościuszko je jedan od simbola borbe Poljaka za nezavisnost (Poljska je u to doba podijeljena i ne postoji kao država).

## Zemljopis
Mount Kosciuszko je smješten na jugoistoku Australije u blizini granice australskih saveznih država Novi Južni Wales i Victoria. Nalazi se na planini Snowy Mountains koja je dio planinskog lanca Veliko razvodno gorje. Prostor oko vrha je proglašen nacionalnim parkom (Nacionalni park Kosciuszko). Unutar nacionalnog parka ima mnogo skijališta. Park je relativno blizu Sydneyu, Melbourneu i Canberri te mnogo izletnika dolazi iz tih gradova.

## Vanjske poveznice
- mount kosciuszko inc. Mount Kosciuszko Inc. − Perth Australija  (engl.) (polj.)